# 约讷河畔舍米伊
約訥河畔舍米伊（法語：Chemilly-sur-Yonne，法語發音：[ʃəmiji syʁ jɔn]）是法国勃艮第-弗朗什-孔泰大区约讷省的一个市镇，位于该省中部，属于欧塞尔区。

## 地理
约讷河畔舍米伊（47°53'55"N, 3°33'42"E）面积5.72 平方千米，位于法国勃艮第-弗朗什-孔泰大區约讷省，该省份为法国中北部内陆省份，西接卢瓦雷省，西北接塞纳-马恩省，南至涅夫勒省，东临科多尔省，东北与奥布省接壤。
与约讷河畔舍米伊接壤的市镇（或旧市镇、城区）包括：博蒙、希什里、居尔日、塞涅莱。
约讷河畔舍米伊的时区为UTC+01:00、UTC+02:00（夏令时）。

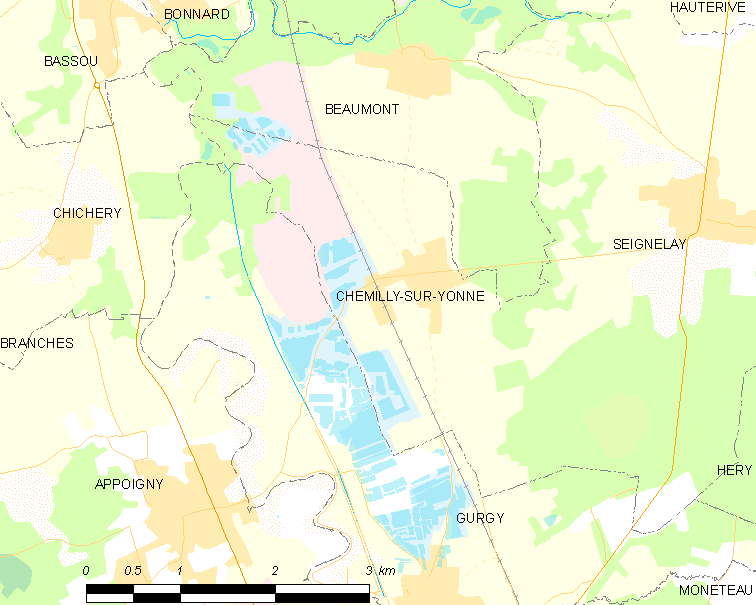
约讷河畔舍米伊的OSM定位图

## 行政
约讷河畔舍米伊的邮政编码为89250，INSEE市镇编码为89096。

## 政治
约讷河畔舍米伊所属的省级选区为圣弗洛朗坦县。

## 人口

1962-2008年间约讷河畔舍米伊人口变化图示

约讷河畔舍米伊于2022年1月1日时的人口数量为895人。